# Dalophia welwitschii
Dalophia welwitschii är en ödleart som beskrevs av  Gray 1865. Dalophia welwitschii ingår i släktet Dalophia och familjen Amphisbaenidae.
Artens utbredningsområde är Angola. Inga underarter finns listade i Catalogue of Life.